# Coupe nationale féminine de futsal
La Coupe nationale féminine de futsal est une compétition sportive féminine français de futsal. Créé pour la première fois en 2022 par la Fédération française de football (FFF).
Le Nantes MF domine la première édition en encaissant seulement deux buts lors de la phase nationale, avant de conserver son titre en 2023-24.

## Histoire

### Lancement
Au printemps 2020, la Fédération française de football prévoit la création d’un challenge national féminin. Mais la pandémie de Covid-19 en France empêche cela.
En début de saison 2021-2022, la FFF accueille pour la première fois en France la Copa Coca-Cola. Il s'agit d'une sorte de Coupe de France avec des étapes départementales et régionales, avant une finale à douze équipes au Centre technique national Fernand-Sastre. Le Nantes Métropole Futsal remporte la première édition.

### Nantes, unique champion
Le Nantes Métropole Futsal a dominé d'abord la Copa Coca-Cola, ancêtre de la Coupe nationale féminine de Futsal. Ainsi, le Nantes Métropole Futsal s'impose le 19 septembre 2021 en finale face au Chassieu Décines FC et remporte ainsi la première édition de la Copa Coca-Cola. 
Le club de Loire-Atlantique récidive l'année suivante et décroche, après sa victoire en finale face à l'Espoir Club Toulousain le 9 octobre 2022, son deuxième titre dans la compétition.
En décembre 2021, la Commission fédérale futsal de la FFF propose la création d’un Challenge National Féminin Futsal « ouvert à tous les clubs des ligues métropolitaines (...) à raison d’une seule équipe par club ».
Lors de l'édition 2022-2023 inaugurale, le Nantes Métropole Futsal est vainqueure en encaissant seulement deux buts lors de la phase nationale. À la suite de cette première édition, l'Équipe de France féminine de futsal FIFA est mise en place.
Pour la deuxième édition, les joueuses du Nantes MF conservent leur titre lors de la finale jouée en lever de rideau de celle de D1 masculine, à laquelle le NMF prend aussi part.

## Organisation
Ce challenge comprend une phase préliminaire régionale et la compétition propre composée de treize équipes issues de chaque Ligue et trois équipes supplémentaires suivant des modalités décidées par le Bureau exécutif de la Ligue de Football Amateur (Belfa), un second représentant pour trois ligues sur la base du nombre de licenciées féminines futsal.
La phase qualificative nationale réunit ensuite les seize équipes réparties en quatre tournois de quatre équipes. La première de chaque tournoi se qualifie pour la finale nationale. La finale nationale de ce challenge féminin de futsal réunit les quatre clubs qualifiés à l’issue de la phase qualificative.

## Palmarès
| Édition | Saison | Lieu                      | Vainqueur                   | Score | Finaliste              |
| ------- | ------ | ------------------------- | --------------------------- | ----- | ---------------------- |
| 1       | 2021   | CTN Clairefontaine        | Nantes Métropole Futsal     | 1 - 0 | Chassieu Décines FC    |
| 2       | 2022   | Stade Pierre-de-Coubertin | Nantes Métropole Futsal (2) | 1 - 0 | Espoir Club Toulousain |

| Édition | Saison    | Lieu                | Vainqueur                   | Score | Finaliste            |
| ------- | --------- | ------------------- | --------------------------- | ----- | -------------------- |
| 1       | 2022-2023 | Pont-Sainte-Maxence | Nantes Métropole Futsal     | 5 - 1 | RC Strasbourg Alsace |
| 2       | 2023-2024 | Vandœuvre-lès-Nancy | Nantes Métropole Futsal (2) | 7 - 1 | FC Vesoul            |
| 3       | 2024-2025 | Rezé                | Diamant Futsal              | 6 - 2 | FC Vesoul            |